# (5359) Markzakharov
(5359) Markzakharov es un asteroide perteneciente al cinturón de asteroides, descubierto el 24 de agosto de 1974 por la astrónoma soviética Liudmila Chernyj desde el Observatorio Astrofísico de Crimea (República de Crimea), Rusia).

## Designación y nombre
Designado provisionalmente como 1974 QX1. Fue nombrado Markzakharov en honor al director de teatro y cine ruso Mark Zajárov.